# Thành Lộc
Nguyễn Thành Lộc (sinh ngày 3 tháng 11 năm 1961), thường được biết đến với nghệ danh Thành Lộc, là một nam diễn viên, doanh nhân kiêm đạo diễn sân khấu người Việt Nam. Với biệt danh "Phù thủy sân khấu", ông được đánh giá là một trong những nghệ sĩ xuất sắc nhất của nền nghệ thuật Việt Nam trong thế hệ của mình. Ông được Nhà nước phong tặng danh hiệu Nghệ sĩ Ưu tú vào năm 2001 vì những đóng góp của ông cho nền nghệ thuật nước nhà.

## Tiểu sử
Thành Lộc sinh tại Sài Gòn trong một gia đình có truyền thống nghệ thuật, cha là Nghệ sĩ nhân dân Thành Tôn (1913 – 1997), mẹ là nữ nghệ nhân hát bội Huỳnh Mai (1930 – 2019) và ngay cả hai anh chị của ông, Bạch Long, Bạch Lê đều là những nghệ sĩ cải lương nổi tiếng tại miền Nam thời kỳ những năm 1970 – 1980.
Năm 1969, khi vừa tròn 8 tuổi, Thành Lộc đã làm quen với sân khấu từ đội múa Nhà Thiếu nhi thành phố (Sài Gòn cũ), rồi ban kịch thiếu nhi của Đài Truyền hình Việt Nam Cộng hòa, ông lấy nghệ danh là Thành Tâm. Giai đoạn này, Thành Lộc từng góp mặt trong hai bộ phim Đất khổ và Tứ quái Sài Gòn với vai trò diễn viên nhí phụ họa.
Năm 1982, Thành Lộc tốt nghiệp khoa diễn viên trường Cao đẳng Sân khấu Điện ảnh Thành phố Hồ Chí Minh và một năm sau ông về đầu quân cho đoàn kịch Tuổi Trẻ Tp. Hồ Chí Minh.
Sau đó, vào năm 1983, Thành Lộc gia nhập Câu lạc bộ Kịch thể nghiệm TP.Hồ Chí Minh (ngày nay gọi là nhà hát kịch Sân khấu nhỏ). Năm 1997, ông chuyển về biểu diễn tại Sân khấu kịch IDECAF (Viện Trao đổi Văn hóa với Pháp). Tháng 5 năm 2023 Thành Lộc quyết định chia tay sân khấu kịch IDECAF. Tháng 9 Thành Lộc cho ra mắt sân khấu mới mang tên Sân Khấu Kịch Thiên Đăng ở Q1, Sài Gòn.
Trong khoảng thời gian này, Thành Lộc dần dần khẳng định được tài năng của mình qua các vai diễn được đánh giá là "kinh điển" của sân khấu kịch Thành phố nói riêng và Việt Nam nói chung, ông lần lượt thể hiện nhiều loại vai với tính cách đa dạng như: vai anh chàng thư sinh Chu Xung bất hạnh trong vở Lôi Vũ, vai ông Tư - một ông già sống nơi xứ người, ẩn ức khi nghĩ đến con cháu "mất gốc" trong vở Dạ cổ hoài lang, vai ông Thiện trong Ngôi nhà không có đàn ông - một ông già tuy đã ngoài 50 nhưng yêu một cô gái mới chỉ 20 tuổi, đây là vai diễn mà Thành Lộc tâm đắc nhất. Ông tâm sự: "Lúc đầu có người ngộ nhận vai ông Thiện phải là một vai hài. Tôi nhận thức rõ ý tác giả và đã diễn khác. Ông Thiện xuất hiện ít nhưng là một vai diễn có chiều sâu trong tâm hồn và có nhiều đất để người diễn viên sáng tạo. Tôi rất thích những vai dù ít xuất hiện, nhưng có chiều sâu để mình tập trung sáng tạo và thể hiện đầy đủ tính cách của nhân vật".
Tháng 4 năm 2000, Thành Lộc và ông bầu Huỳnh Anh Tuấn - Chủ nhiệm CLB Múa rối Nụ cười (Nhà thiếu nhi Quận 1) cùng nhau thành lập Công ty TNHH Sân khấu và Nghệ thuật Thái Dương (IDECAF), đây là một công ty gần như duy nhất tại Việt Nam chuyên dàn dựng những vở kịch dành riêng cho lứa tuổi thiếu nhi. Tại đây, ông vừa là phó chỉ đạo nghệ thuật, kiêm luôn diễn viên chính của đoàn. Thành Lộc tiếp tục đảm nhiệm thêm vị trí đạo diễn dàn dựng sân khấu. Với sân khấu kịch này, Thành Lộc đã dàn dựng rất thành công chương trình Ngày xửa ngày xưa - một chương trình hài kịch dành cho thiếu nhi. Với những vai rất hồn nhiên và nhí nhảnh như vai Thần Nhẫn trong Aladin và đủ thứ thần, Chó ghẻ trong Cậu bé rừng xanh, Cú mèo trong Nữ thần Lee Kim Chi và Ốc mượn hồn trong Sơn Tinh - Thủy Tinh.
Ngoài sân khấu kịch, Thành Lộc còn tham gia vào nhiều lĩnh vực nghệ thuật khác trong đó có điện ảnh. Ông từng xuất hiện trong nhiều bộ phim với các vai diễn như: vai Lộc (giả gái) trong phim hài 2 trong 1, vai Lý Thông trong phim Thạch Sanh, vai thầy hiệu trưởng ưa thành tích trong phim Giải cứu thần chết, vai ông chủ tiệm phở Hoàng trong phim truyền hình dài hơn 100 tập Mùi ngò gai, và đặc biệt là vai chính trong bộ phim Thời thơ ấu của đạo diễn Lê Văn Duy, bộ phim kể về cuộc đời đầy thăng trầm của một cậu học trò miền sông nước đồng bằng sông Cửu Long, đây là bộ phim đầu tiên Thành Lộc thủ vai chính và đã gây được nhiều ấn tượng sâu sắc đến người xem.Vai diễn thầy Hoàn Sinh trong phim nhựa Lời nguyền huyết ngải được chiếu vào dịp Tết 2012. Gần đây nhất 2023, Thành Lộc tham gia web dramma của Ngọc Thanh Tâm "Thạch Sanh Lý Thanh" đảm nhận vai Xuân Lộc.
Trong năm 2008, Thành Lộc quyết định ra mắt một album ca nhạc mang tên "Những điều thần tiên". CD bao gồm những bài hát thiếu nhi do chính ông trình bày. Dự án này được thực hiện nhằm gây quỹ giúp các trẻ em không may mắn bị nhiễm căn bệnh ung thư của Bệnh viện Ung bướu Thành phố Hồ Chí Minh.

## Sự nghiệp diễn xuất

### Phim truyền hình
| Năm  | Tựa                    | Vai Diễn                            | Chú Thích  |
| ---- | ---------------------- | ----------------------------------- | ---------- |
| 1992 | Bên dòng sông Trẹm     | Bác sĩ Hải Minh                     | tập 2      |
| 1993 | Nước mắt học trò       | Lộc                                 |            |
| 1994 | Thời thơ ấu            | Hai                                 |            |
| 2006 | Mùi ngò gai            | Hoàng                               |            |
| 2014 | Bếp hát                | Chú Hải                             |            |
| 2014 | Cha rơi                | Định                                |            |
| 2014 | Hội quái hộp           | Snatch                              |            |
| 2019 | Glee Vietnam           | Thái Dũng                           |            |
| 2020 | Phượng Khấu            | Vua Thiệu Trị Nguyễn Phúc Miên Tông |            |
| 2020 | Bình ngô đại chiến     | Trần Hiệp và Lý Lượng               | Lồng tiếng |
| 2022 | Đây là ông già của tao | Lộc                                 |            |
| 2023 | Thạch Sanh Lý Thanh    | Xuân Lộc                            |            |

### Phim truyện
| Năm  | Tựa                                   | Vai Diễn                 | Hình thức phim | Chú Thích  |
| ---- | ------------------------------------- | ------------------------ | -------------- | ---------- |
| 1974 | Đất khổ                               | Chút                     | Điện ảnh       |            |
| 1988 | Có một tình yêu như thế               | Toàn                     | Video          |            |
| 1990 | Cô thủ môn tội nghiệp                 | Hữu                      | Video          |            |
| 1992 | Hoa quỳnh nở muộn                     | Lộc                      | Video          |            |
| 1994 | Gọi tình yêu quay về                  | Tư Xích Lô               | Video          |            |
| 1995 | Cổ tích Việt Nam: Thạch Sanh Lý Thông | Lý Thông                 | Video          |            |
| 2003 | Đi tìm Nemo                           | Cá hề Marlin             | Điện ảnh       | Lồng tiếng |
| 2006 | 2 trong 1                             | Lộc                      | Điện ảnh       |            |
| 2008 | Nụ hôn thần chết                      | Cha xứ                   | Điện ảnh       |            |
| 2009 | Giải cứu thần chết                    | Thầy hiệu trưởng         | Điện ảnh       |            |
| 2010 | Khi yêu đừng quay đầu lại             | Bá Kỳ                    | Điện ảnh       |            |
| 2011 | Xì Trum                               | Lão Gà Mên và Tí Vụng Về | Điện ảnh       | Lồng tiếng |
| 2012 | Lời nguyền huyết ngải                 | Hoàn Sinh                | Điện ảnh       |            |
| 2012 | Xì Trum 2                             | Lão Gà Mên               | Điện ảnh       | Lồng tiếng |
| 2012 | Sự trỗi dậy của các vệ thần           | Ông kẹ Pitch Black       | Điện ảnh       | Lồng tiếng |
| 2014 | Lạc giới                              | Ông chủ quán ăn          | Điện ảnh       |            |
| 2014 | Chàng trai năm ấy                     | Đạo diễn                 | Điện ảnh       |            |
| 2015 | Ngày nảy ngày nay                     | Đại Phong Đế             | Điện ảnh       |            |
| 2016 | Cậu bé rừng xanh                      | Báo đen Bagheera         | Điện ảnh       | Lồng tiếng |
| 2016 | Powerpuff Girls Movie                 | Mojo Mojo                | Điện ảnh       | Lồng tiếng |
| 2016 | Vợ ơi! Em ở đâu?                      | Lều                      | Điện ảnh       |            |
| 2016 | Tik Tak anh yêu em                    | Tony Phát                | Điện ảnh       |            |
| 2016 | Tấm Cám: Chuyện chưa kể               | Ông Bụt                  | Điện ảnh       |            |
| 2017 | Lục Vân Tiên: Tuyệt đỉnh Kungfu       | Ba của Lê Văn Tèo        | Điện ảnh       |            |
| 2019 | Ngôi nhà bươm bướm                    | Hồ Ngọc Hân              | Điện ảnh       |            |
| 2024 | Ma da                                 | Lương                    | Điện ảnh       |            |
| 2024 | Công tử Bạc Liêu                      | Trần Đắc Lịnh            | Điện ảnh       |            |
| 2024 | Kính vạn hoa: Bắt đền con ma          | Hiệu trưởng trường Tự Do | Điện ảnh       |            |

## Kịch
| CHUYỆN NGÀY XƯA - NHÓM LÍU LO | CHUYỆN NGÀY XƯA - NHÓM LÍU LO      | CHUYỆN NGÀY XƯA - NHÓM LÍU LO                  | CHUYỆN NGÀY XƯA - NHÓM LÍU LO | CHUYỆN NGÀY XƯA - NHÓM LÍU LO            | CHUYỆN NGÀY XƯA - NHÓM LÍU LO                  |
| Năm                           | Số thứ                             | Vai diễn                                       | Năm                           | Số thứ                                   | Vai diễn                                       |
| ----------------------------- | ---------------------------------- | ---------------------------------------------- | ----------------------------- | ---------------------------------------- | ---------------------------------------------- |
| 2000                          | CNX 1: Ông già và cục bướu         | Dẫn chuyện, yêu tinh tóc trắng                 | 2003                          | CNX 33: Ai làm việc nhiều hơn            | Dẫn chuyện, miệng                              |
| 2000                          | CNX 2: Hai người bạn đồng hành     | Dẫn chuyện, Tín                                | 2003                          | CNX 34: Thương mẹ                        | Dẫn chuyện, thỏ                                |
| 2000                          | CNX 3: Lọ nước thần                | Dẫn chuyện, lính, quan đại thần, người múa mâm | 2003                          | CNX 35: Kết bạn                          | Dẫn chuyện, dế nhũi                            |
| 2000                          | CNX 4: Câu chuyện dưới ánh trắng   | Dẫn chuyện, con sâu                            | 2003                          | CNX 36: Hai anh em                       | Dẫn chuyện, chủ vườn, thôn nữ, bà câm, bà tiên |
| 2000                          | CNX 5: Người hoá dế                | Dẫn chuyện, quan, đứa trẻ hàng xóm, đạo sĩ     | 2003                          | CNX 37: Hạt giống tốt                    | Dẫn chuyện, Cốp Pha                            |
| 2000                          | CNX 6: Vị hoàng tử hạnh phúc       | Dẫn chuyện, bức tượng hoàng tử, hoàng tử       | 2003                          | CNX 38: Nụ cười                          | Dẫn chuyện, tiểu thần Vui Vẻ                   |
| 2001                          | CNX 7: Bí mật của nhà vua          | Dẫn chuyện, quan văn                           | 2003                          | CNX 39: Sự tích chim Cuốc                | Dẫn chuyện                                     |
| 2001                          | CNX 8: Hũ bạc ông già đốt than     | Dẫn chuyện                                     | 2003                          | CNX 40: Bà chúa tuyết                    | Dẫn chuyện, thỏ trắng                          |
| 2001                          | CNX 9: Hai chị em rắn thần         | Dẫn chuyện                                     | 2003                          | CNX 41: Cô bé Rơm                        | Dẫn chuyện                                     |
| 2001                          | CNX 10: Người thợ dệt thảm         | Dẫn chuyện, thần rừng                          | 2004                          | CNX 42: Sự tích con khỉ                  | Dẫn chuyện, ông lão ăn mày mù                  |
| 2001                          | CNX 11: Con gái của người chăn cừu | Dẫn chuyện, hoàng tử Anh Quân                  | 2004                          | CNX 43: Bé Chuối                         | Dẫn chuyện, bé heo, ông lão, bà lão            |
| 2001                          | CNX 12: Chú rùa thần kỳ            | Dẫn chuyện, vua                                | 2004                          | CNX 44: Gia tài của cha                  | Dẫn chuyện, anh cả                             |
| 2001                          | CNX 13: Chiếc gương diệu kỳ        | Dẫn chuyện, gấu                                | 2004                          | CNX 45: Món quà quý nhất                 | Dẫn chuyện, cáo                                |
| 2001                          | CNX 14: Nàng công chua kiêu căng   | Dẫn chuyện, Thuý mama                          | 2004                          | CNX 46: Hoa râm bụt                      | Dẫn chuyện, người anh                          |
| 2001                          | CNX 15: Chú Cuội                   | Dẫn chuyện, Cuội                               | 2004                          | CNX 47: Đôi giày đỏ                      | Dẫn chuyện, ông bán bong bóng                  |
| 2001                          | CNX 16: Cây rìu vàng               | Dẫn chuyện, thủy thần bạch tuộc                | 2004                          | CNX 48: Món quà của vị thần muôn thú     | Dẫn chuyện, thần muôn thú                      |
| 2001                          | CNX 17: Công chúa và bầy thiên nga | Dẫn chuyện, hoàng tử hai, thiên nga            | 2004                          | CNX 49: Cha đỡ đầu                       | Dẫn chuyện, thần chết                          |
| 2001                          | CNX 18: Hoa tuyết                  | Dẫn chuyện, thần mùa hè                        | 2004                          | CNX 50: Hoàng tử không cười              | Dẫn chuyện, quỷ tham lam, thiên thần           |
| 2002                          | CNX 19: Thần lửa và chú chim nhỏ   | Dẫn chuyện, thần lửa                           | 2004                          | CNX 51: Bác sĩ nha khoa                  | Dẫn chuyện, cáo                                |
| 2002                          | CNX 20: Sự tích cây nêu ngày tết   | Dẫn chuyện, quỷ sắc màu                        | 2004                          | CNX 52: Cô gái lắm lời                   | Dẫn chuyện, Trai                               |
| 2002                          | CNX 21: Sự tích trái thơm          | Dẫn chuyện, lính, chim hạc                     | 2004                          | CNX 53: Ông thần dỏm                     | Dẫn chuyện, thần rừng                          |
| 2002                          | CNX 22: Chiếc vòng của sự thật     | Dẫn chuyện, cha bé Xạo, bạn bé Xạo             | 2005                          | CNX 54: Niềm vui của mặt trời            | Dẫn chuyện                                     |
| 2002                          | CNX 23: Cái lu thần                | Dẫn chuyện, quan phụ mẫu                       | 2005                          | CNX 55: Cá sấu nhỏ trong rừng            | Dẫn chuyện, gà trống                           |
| 2002                          | CNX 24: Cô bé dũng cảm             | Dẫn chuyện, quỷ hai đầu                        | 2005                          | CNX 56: Hạt lúa mì của sẻ con            | Dẫn chuyện, sẻ con                             |
| 2002                          | CNX 25: Bông hoa kỳ lạ             | Dẫn chuyện, Đê                                 | 2005                          | CNX 57: Lớp học trong rừng               | Dẫn chuyện                                     |
| 2002                          | CNX 26: Sự tích mặt trăng          | Dẫn chuyện                                     | 2005                          | CNX 58: Ba điều khờ dại (phần 1)         | Dẫn chuyện, đại vương công                     |
| 2002                          | CNX 27: Tình bạn                   | Dẫn chuyện, ông Tú                             | 2005                          | CNX 59: Ba điều khờ dại (phần 2)         | Dẫn chuyện, đại vương công                     |
| 2002                          | CNX 28: Quả cam quý                | Dẫn chuyện, người cha                          | 2005                          | CNX 60: Căn nhà bí mật (phần 1)          | Dẫn chuyện, chuột thần                         |
| 2002                          | CNX 29: Câu chuyện anh học trò     | Dẫn chuyện, Nguyễn Thành Tâm                   | 2005                          | CNX 61: Căn nhà bí mật (phần 2)          | Dẫn chuyện, chuột thần                         |
| 2002                          | CNX 30: Heo con xây nhà            | Dẫn chuyện, con sói                            | 2005                          | CNX 62: Giải cứu mùa xuân (phần 1)       | Dẫn chuyện                                     |
| 2003                          | CNX 31: Người bạn tốt              | Dẫn chuyện, dê xanh, cha của dê đen            | 2005                          | CNX 63: Giải cứu mùa xuân (phần 2)       | Dẫn chuyện                                     |
| 2003                          | CNX 32: Câu chuyện mùa xuân        | Dẫn chuyện, giáo sư đà điểu                    | 2005                          | CNX 64: Anh chàng mưu trí + mua bóng râm | Dẫn chuyện, quan, dân làng                     |

### Ngày Xửa Ngày Xưa
| Năm  | Số thứ                                                                            | Vai diễn                                             |
| ---- | --------------------------------------------------------------------------------- | ---------------------------------------------------- |
| 2000 | NXNX 1: Tấm Cám                                                                   | Cám                                                  |
| 2001 | NXNX 2: Công chúa ngủ trong rừng                                                  | Người dẫn truyện                                     |
| 2002 | NXNX 3: Dế mèn phiêu lưu ký                                                       | Dế Mèn                                               |
| 2002 | NXNX 4: Hoàng tử Sọ Dừa + Cái chum kỳ diệu                                        | Sọ Dừa và nông dân                                   |
| 2003 | NXNX 5: Cô bé Lọ Lem                                                              | Chuột tiên                                           |
| 2004 | NXNX 6: Người đẹp và quái vật                                                     | Người cha                                            |
| 2004 | NXNX 7: Nàng tiên cá                                                              | Tôm Mê Muội                                          |
| 2004 | NXNX 8: Công chúa Chích Chòe                                                      | Thuý Mama                                            |
| 2005 | NXNX 9: Aladdin và đủ thứ thần                                                    | Thần Nhẫn                                            |
| 2005 | NXNX 10: Huyền thoại nữ thần Lee Kim Chi                                          | Cú mèo Bư Mi                                         |
| 2006 | NXNX 11: Cậu bé rừng xanh                                                         | Sói ghẻ                                              |
| 2006 | NXNX 12: Nàng Bạch Tuyết lạc 7 chú lùn                                            | Phù thủy                                             |
| 2006 | NXNX 13: Na Tra đại náo thủy cung                                                 | Na Tra                                               |
| 2007 | NXNX 14: Sơn Tinh Thủy Tinh                                                       | Ốc mượn hồn/gà 9 cựa                                 |
| 2007 | NXNX 15: Hoàng tử Ai Cập                                                          | Bò Cạp Câm                                           |
| 2008 | NXNX 16: Chuyện thần tiên xứ Phù Tang                                             | Nữ thần nhảy múa                                     |
| 2009 | NXNX 17: Thánh Gióng & Lá cờ thêu sáu chữ vàng                                    | Trần Quốc Toản                                       |
| 2009 | NXNX 18: Chàng lang thang và nàng Tùy Tiện                                        | Thần Bén Khọt                                        |
| 2010 | NXNX 19: Phù thủy lắm chiêu                                                       | Phù thủy Ma Na Nụ                                    |
| 2010 | NXNX 20: Chú bé Khoai Lang Tây và ba bà tiên                                      | Lút Mi La/chim Anh Vũ                                |
| 2011 | NXNX 21: Võ công tiểu quái                                                        | Công tử Điếc                                         |
| 2011 | NXNX 22: An-Ly và thần băng giá                                                   | Bà chúa Tuyết                                        |
| 2012 | NXNX 23: Những đứa con của rồng                                                   | Ghẹ Lác                                              |
| 2012 | NXNX 24: Chúa tể muôn loài                                                        | Chim công                                            |
| 2013 | NXNX 25: Hoàng tử xấu xí và cô gái tóc vàng                                       | Quỷ điệu                                             |
| 2013 | NXNX 26: Hoàng tử gấu và hạt đậu thần                                             | Phù thủy Chồn Hôi                                    |
| 2014 | NXNX 27: Cuộc chiến của ông kẹ và các bà mẹ                                       | Ông kẹ/phù thủy bạch tuộc                            |
| 2015 | NXNX 28: Nàng công chúa đi lạc                                                    | Chúa tể bóng đêm, phù thủy, bá tước phu nhân, Lọ Lem |
| 2016 | NXNX 29: Bảo tàng quái vật                                                        | Sếu đầu đỏ                                           |
| 2017 | NXNX 30: Hoàng tử-công chúa và 9 vị thần... bị bắt                                | Thần bóng đêm                                        |
| 2018 | NXNX 31: Alibaba với đầy đủ 40 tên cướp với lại cây đèn thần của Alladiin nữa đó! | Alepédé                                              |
| 2019 | NXNX 32: Truy tìm thủy long kiếm                                                  | Ma Lanh/Lê Lẫn                                       |
| 2022 | NXNX 33: Cuộc phiêu lưu của thuyền trưởng Sinbad: Đại chiến nàng tiên cá          | Mê La                                                |
| 2023 | NXNX 34: Nàng công chúa và chiếc áo tầm gai                                       | Ác tiên Mắc Ma                                       |

### Kịch Người Lớn
| Năm  | Vở diễn                                                    | Vai diễn                                                          | Chú thích |
| ---- | ---------------------------------------------------------- | ----------------------------------------------------------------- | --------- |
| 1982 | Đêm hoạ mi                                                 | Pie Porodine                                                      |           |
| 1986 | Lôi vũ                                                     | Chu Xung                                                          |           |
|      | Nhà búp bê                                                 | Torvald Helmer                                                    |           |
| 1990 | Một cuộc đời bị đánh cắp                                   | Eji                                                               |           |
| 1994 | Khuất Nguyên                                               | Khuất Nguyên                                                      |           |
| 1994 | Jourdain ở Sài Gòn                                         | Jourdain                                                          |           |
| 1994 | Trong hào quang bóng tối                                   | Ignacio                                                           |           |
| 1995 | Dạ cổ hoài lang                                            | Ông Tư                                                            |           |
| 1997 | Những người thích đùa: Họa mi hót trong lồng               | Hoạ mi                                                            |           |
| 1997 | Những người thích đùa: Thẩm mỹ viện lưu động               | Thằng bán bong bóng                                               |           |
| 1997 | Những người thích đùa: Thời trang 2000                     | Siêu mẫu thời trang mạng che mặt/siêu mẫu thời trang ki thùng rác |           |
| 1997 | Những người thích đùa: Diễn đàn tự do                      | Giáo sư, học sinh lớp 3 có râu, Miss. Vô Tư                       |           |
| 1997 | Những người thích đùa: Múa ballet "Cái chết của thiên nga" | Thiên Nga                                                         |           |
| 1997 | Những người thích đùa: phiên tòa không có tội nhân         | Quan toà                                                          |           |
| 1997 | Ngôi nhà không có đàn ông                                  | Ông Thiện                                                         |           |
| 1998 | Cậu Đồng                                                   | Cậu Đồng                                                          |           |
| 2001 | Sông dài                                                   | Niễng                                                             |           |
| 2002 | Người trong bóng tối                                       | Sơn                                                               |           |
| 2002 | Bí mật vườn Lệ Chi                                         | Tạ Thanh                                                          |           |
| 2002 | Cô chủ quán xinh đẹp                                       | Ông Tá                                                            |           |
| 2002 | Người trong bóng tối                                       | Sơn                                                               | Tái diễn  |
| 2002 | Ả cave nhà hàng Maxim’s                                    | Đại tướng Du Grêlé                                                | Tái diễn  |
| 2003 | Tin ở hoa hồng                                             | Hưng                                                              |           |
| 2003 | Trùm lừa                                                   | Gái nhảy Thanh Nhã                                                |           |
| 2004 | Hãy khóc đi em                                             | Phương                                                            |           |
| 2005 | Ngôi nhà anh túc                                           | Miên Tâm                                                          |           |
| 2005 | Ngôi nhà không có đàn ông                                  | Ông Thiện                                                         |           |
| 2005 | Trái tim nhảy múa                                          | Việt kiều Mỹ                                                      |           |
| 2006 | Trái tim nhảy múa                                          | Việt kiều Mỹ                                                      | Tái diễn  |
| 2006 | Tình yêu không thiên đường                                 | Khánh Toàn                                                        |           |
| 2006 | Hạnh phúc trên đồi hoa máu                                 | Bác sĩ Thịnh                                                      |           |
| 2006 | Cậu Đồng                                                   | Cậu Đồng                                                          | Tái diễn  |
| 2006 | Người đàn bà không ngủ                                     | Thằng khùng                                                       |           |
| 2007 | Bí mật vườn Lệ Chi                                         | Tạ Thanh                                                          | Tái diễn  |
| 2007 | Những con ma nhà hát                                       | Ông đạo diễn                                                      |           |
| 2008 | Sát thủ hai mảnh                                           | Người đàn ông                                                     |           |
| 2008 | Hồn Trương Ba da hàng thịt                                 | Đế Thích                                                          |           |
| 2008 | 12 bà mụ                                                   | Bà mụ Hoàng Thị Mộng Một/con hổ                                   |           |
| 2008 | Phép lạ                                                    | Thần sinh tử                                                      |           |
| 2009 | Ngàn năm tình sử                                           | Lý Thường Kiệt                                                    |           |
| 2009 | Hợp đồng mãnh thú                                          | Gái hạng sang                                                     |           |
|      | Lùng người trong mộng                                      | Gã đàn ông bán hàng đặc biệt                                      |           |
| 2010 | Con Tám con Cấm                                            | Ông bụt                                                           |           |
| 2010 | Họng súng vô hình                                          | Giang Dong Ghi                                                    |           |
| 2011 | Một cuộc đời bị đánh cắp                                   | Shintaro                                                          | Tái diễn  |
| 2011 | Ca sĩ ngôi sao                                             | Anh bảo vệ                                                        |           |
| 2011 | Quyền lực tình yêu                                         | Vua                                                               |           |
| 2011 | Hồn Trương Phi da hàn tỷ                                   | Quốc Trượng                                                       |           |
| 2012 | Tấm da hổ                                                  | Lèng Thèng                                                        |           |
| 2012 | Vua Thánh triều Lê                                         | Lê Thánh Tôn                                                      |           |
| 2012 | Một ngày làm vua                                           | Ali                                                               |           |
| 2012 | Tía ơi má dìa                                              | Ông Tư Chơn                                                       |           |
| 2013 | Hương tình                                                 | Lão sợ                                                            |           |
| 2013 | 12 bà mụ                                                   | Bà mụ Hoàng Thị Mộng Một/con hổ                                   | Tái diễn  |
| 2013 | Hồn bướm mơ điên                                           | Thiên Vương                                                       |           |
| 2013 | Bông hồng cài áo                                           | Dượng tư                                                          |           |
| 2013 | Mặt nạ bong bóng                                           | Ông Thọ                                                           |           |
| 2014 | Dạ cổ hoài lang                                            | Ông Tư                                                            | Tái diễn  |
| 2014 | Trùm lừa                                                   | Gái nhảy Thanh Nhã                                                | Tái diễn  |
| 2014 | Linh vật hoàng triều                                       | Chú hề Vạn Thọ                                                    |           |
| 2014 | Hợp đồng mãnh thú                                          | Gái hạng sang                                                     | Tái Diễn  |
| 2015 | Sơn Ca không hót                                           | Ông Đỗ                                                            |           |
| 2015 | Ai là tỷ phú?                                              | Ông Hoà                                                           |           |
| 2015 | Người mua hạnh phúc                                        |                                                                   |           |
| 2015 | Bông hồng vàng                                             | Jang                                                              |           |
| 2016 | Thú yêu thương                                             | Chú chó Na Na                                                     |           |
| 2016 | Tấm Cám                                                    | Cám                                                               |           |
| 2016 | Dạ cổ hoài lang                                            | Ông Tư                                                            | Tái diễn  |
| 2016 | Phép lạ                                                    | Thần sinh tử                                                      | Tái diễn  |
| 2017 | Đời bỗng dưng yêu                                          | Ông phó giám đốc Quốc Dũng                                        |           |
| 2017 | Ngôi nhà không có đàn ông                                  | Dì Ba Duyên                                                       | Tái diễn  |
| 2017 | Tiên Nga                                                   | Nguyễn Đình Chiểu                                                 |           |
| 2017 | Chúng ta là gia đình                                       | Người bạn già giàu                                                |           |
| 2018 | Gươm lạc giữa rừng hoa                                     | Lĩnh                                                              |           |
| 2018 | Tứ đại mỹ nhân                                             | Tony Tùng                                                         |           |
| 2018 | Thám tử si tình                                            | Thám tử Trần Tư                                                   |           |
| 2018 | Hợp đồng mãnh thú                                          | Gái hạng sang                                                     | Tái Diễn  |
| 2019 | Cái đẹp đè bẹp cái nết                                     | Anh bảo vệ                                                        |           |
| 2019 | Mơ giấc tình tình                                          | Nữ thần Ly Mỵ                                                     |           |
| 2019 | Mặt nạ bong bóng                                           | Bạch                                                              | Tái Diễn  |
| 2020 | Mưu Bà Tú                                                  | Bà Tú                                                             |           |
| 2020 | Cậu Đồng                                                   | Cậu Đồng                                                          | Tái Diễn  |
| 2020 | Người lạ người thương người dưng                           | Thanh                                                             |           |
| 2020 | Ngũ quý kỳ phùng                                           | Nghĩa                                                             | Tái Diễn  |
| 2021 | Lời nguyền phù thủy                                        | Khoa                                                              |           |
| 2022 | Alô! Lộ hàng                                               | Nữ tướng cướp già                                                 |           |
| 2023 | 12 Bà Mụ                                                   | Hoàng Thị Mộng Một/Con Hổ                                         | Tái Diễn  |
| 2023 | Giáng Hương                                                | Lĩnh Nam                                                          |           |
| 2023 | Lộ Hàng                                                    | Nữ Cướp Già                                                       |           |
| 2023 | Duyên Thệ                                                  | Lê Thành Cang                                                     |           |
| 2023 | Ngũ Quý Tương Phùng                                        | Nghĩa                                                             |           |
| 2024 | Nội tình của ngoại tình                                    | Bảo vệ Năm Canh                                                   |           |
| 2024 | Cô giáo Duyên                                              | Kim Duyên                                                         |           |
| 2024 | Những Con Ma Nhà Hát                                       | Ông Đạo Diễn                                                      |           |
| 2024 | Chuyến Đò Định Mệnh                                        | Nhà Thơ                                                           |           |

## Âm nhạc
- Tuổi 16 (CD Những điều thần tiên)
- Thiếu nhi thế giới liên hoan (CD Những điều thần tiên)
- Cho con (CD Những điều thần tiên)
- Trái đất này của chúng mình (CD Những điều thần tiên)
- Thằng cuội (CD Những điều thần tiên)
- Bức họa đồng quê (CD Những điều thần tiên)
- Năm ngón tay ngoan (CD Những điều thần tiên)
- Những điều thần tiên (CD Những điều thần tiên)
- Về thăm mái trường xưa (CD Những điều thần tiên)
- Chiếc thuyền nan (CD Những điều thần tiên)
- Sóng biển rì rào (CD Những điều thần tiên)
- Hôm nay mẹ trực đêm (CD Những điều thần tiên)
- Lý thầy Tư
- Cái áo the thâm tàn (Duyên tình 4)
- Thằng cuội (Vườn âm nhạc) (với bé Xuân Nghi)
- Mua dê bán lợn (Duyên tình 5) (với Hồng Vân)
- Bà rằng bà rí - Lạy anh em đi lấy chồng (Mưa bụi 7) (với Hồng Vân)
- Vẫn chưa chịu cưới (Tình xuân 3) (với Hồng Vân)
- Say (tức Đâu có say) (Mưa bụi 6) (với Hồng Vân)
- Cô Thắm về làng (Duyên tình 4) (với Hồng Vân)
- Mùa xuân cưới em (Câu chuyện đầu năm) (với Hồng Vân)
- Nhất trần đời (tức Trai tài gái sắc) (Duyên tình 2) (với Hồng Vân)
- Làm quen (Duyên tình 1) (với Hồng Vân)
- Như vạt nắng (Mưa bụi 9) (với Hồng Vân)
- Lời tỏ tình đáng yêu (với Hồng Vân)
- Thật thật giả giả (Tình xuân 2) (với Hữu Nghĩa)
- Lên chùa cầu duyên (Tình xuân 1) (với Hữu Nghĩa)
- Bức họa đồng quê (Duyên tình 4) (với Quốc Thảo và Ngân Huệ)
- Trăng ngọc - Em sợ người ta (Liveshow Cẩm Ly: Tự tình quê hương 3) (với Hữu Châu và Cẩm Ly)
- Cha yêu và con trai (tức Cha yêu con, con trai) (Liveshow Quách Tuấn Du: Về chốn bình yên) (với Quách Tuấn Du)
- Tiếng dân chài (Duyên tình 2) (với Hữu Nghĩa, Quốc Thảo và Diệp Lang)
- Say (Tình Xuân 5)
- Mình ơi - Em gái miền Tây (Liveshow Cẩm Ly: Tự tình quê hương 3) (với Hữu Châu)
- Dạ cổ hoài lang (Hòa âm ánh sáng) (với Tóc Tiên)
- Góc tối (OST Bếp hát) (với Văn Anh)
- Say (OST Bếp hát) (với Lều Phương Anh, Dũng Hà, Annie Huỳnh Anh)
- Vẫn hát lời tình yêu (OST Bếp hát) (với Hồng Nhung)
- Yêu đời yêu người (với Will, Lân Nhã, Lều Phương Anh, Dũng Hà, Văn Anh, Ya Ya Trương Nhi, Mi Lan, Annie Huỳnh Anh, Quang Đăng)
- Chuyện gì đang xảy ra? (OST Bếp hát) (với Lam Trường, Lân Nhã, Tú Vi, Anh Tài, Ya Ya Trương Nhi, Quang Đăng)
- Dưới áp lực (OST Bếp hát) (với Lam Trường, Will, Trà My Idol, Lân Nhã, Anh Tài, Tú Vi, Văn Anh, Ya Ya Trương Nhi, Quang Đăng)
- Everybody Hurts (OST Bếp hát) (với Lam Trường, Lều Phương Anh, Lân Nhã, Trà My Idol, Diệp Lâm Anh, Dũng Hà, Tú Vi, Anh Tài, Mi Lan, Annie Huỳnh Anh)
- Giáng Sinh năm trước (OST Bếp hát) (với Lam Trường, Lân Nhã, Trà My Idol, Tú Vi, Ya Ya Trương Nhi)
- Không thể nào đủ (OST Bếp hát) (với Will, Lều Phương Anh, Diệp Lâm Anh, Dũng Hà, Anh Tài, Tú Vi, Văn Anh, Ya Ya Trương Nhi, Mi Lan, Annie Huỳnh Anh)
- Muộn phiền (OST Bếp hát) (với Tú Vi)
- Năm tháng đẹp nhất đời (OST Bếp hát) (với Lam Trường, Trà My, Văn Anh)

## Giải thưởng
Với trên 600 vai diễn gồm những tính cách đa dạng trên sân khấu và cả điện ảnh, từ những vai chính diện đến phản diện, người già đến trẻ nhỏ, bi đến hài và con người đến muông thú. Thành Lộc được coi như là một trong những nghệ sĩ tài năng của sân khấu kịch Việt Nam. Ông đã đạt được nhiều giải thưởng như:
- Giải diễn viên xuất sắc, diễn viên được yêu thích trong năm trong các giải liên hoan kịch chuyên nghiệp của Tp. Hồ Chí Minh do báo Tuổi trẻ, Người Lao động, Thanh Niên tổ chức vào liên tiếp những năm từ 1989 đến 1999.
- Năm 2001, Thành Lộc được Nhà nước trao tặng danh hiệu Nghệ sĩ ưu tú.
- Huy chương "Vì Sự nghiệp Sân khấu" do Bộ Văn hóa - Thông tin tặng.

| Năm  | Giải Thưởng                       | Hạng Mục                                              | Tác Phẩm Đề Cử            | Kết Quả   | Chú Thích |
| ---- | --------------------------------- | ----------------------------------------------------- | ------------------------- | --------- | --------- |
| 1996 | Giải Mai Vàng                     | Nam nghệ sĩ kịch nói                                  | Những người thích đùa     | Đoạt giải |           |
| 1997 | Giải Cù Nèo Vàng                  | Nghệ sĩ hài có đóng góp to lớn cho sân khấu thành phố |                           | Đoạt giải |           |
| 1998 | Giải Mai Vàng                     | Nam nghệ sĩ kịch nói                                  | Cậu Đồng                  | Đoạt giải |           |
| 2000 | Giải Thưởng Hội Sân Khấu Việt Nam |                                                       | Bí mật vườn Lệ Chi        | Đoạt giải |           |
| 2001 | Mốt Việt Nam                      | Nghệ sĩ ăn mặc thời trang nhất của năm                |                           | Đoạt giải |           |
| 2002 | Giải Mai Vàng                     | Nam nghệ sĩ kịch nói                                  | Người trong bóng tối      | Đoạt giải |           |
| 2005 | Giải Mai Vàng                     | Nam nghệ sĩ kịch nói                                  | Ngôi nhà anh túc          | Đoạt giải |           |
| 2006 | HTV Awards                        | Nam diễn viên kịch nói                                |                           | Đoạt giải |           |
| 2007 | Giải Mai Vàng                     | Đạo diễn sân khấu                                     | Bí mật vườn Lệ Chi        | Đoạt giải |           |
| 2009 | Giải Mai Vàng                     | Đạo diễn sân khấu                                     | Ngàn năm tình sử          | Đoạt giải |           |
| 2010 | Giải Mai Vàng                     | Nam diễn viên sân khấu                                | Câu thơ yên ngựa          | Đề cử     | [ 7 ]     |
| 2012 | Giải Mai Vàng                     | Nam diễn viên sân khấu                                | Vua Thánh Triều Lê        | Đoạt giải | [ 8 ]     |
| 2013 | Giải Mai Vàng                     | Nam diễn viên sân khấu                                | Bông hồng cài áo          | Đề cử     |           |
| 2013 | Giải Mai Vàng                     | Diễn viên hài                                         | Hương tình                | Đề cử     |           |
| 2014 | Giải Mai Vàng                     | Nam diễn viên sân khấu                                | Linh vật hoàng triều      | Đoạt giải | [ 9 ]     |
| 2015 | Giải Mai Vàng                     | Nam diễn viên sân khấu                                | Người mua hạnh phúc       | Đề cử     |           |
| 2016 | Giải Mai Vàng                     | Nam diễn viên sân khấu                                | Tấm Cám (người lớn)       | Đề cử     | [ 10 ]    |
| 2017 | Giải Mai Vàng                     | Nam diễn viên sân khấu                                | Ngôi nhà không có đàn ông | Đề cử     | [ 11 ]    |
| 2018 | Giải Mai Vàng                     | Nam diễn viên sân khấu                                | Tiên Nga                  | Đề cử     |           |
| 2019 | Giải Mai Vàng                     | Nam diễn viên sân khấu                                | Mơ giấc tình tình         | Đề cử     |           |
| 2019 | Giải Mai Vàng                     | Nam diễn viên điện ảnh                                | Ngôi nhà bươm bướm        | Đề cử     |           |
| 2020 | Giải Mai Vàng                     | Nam diễn viên sân khấu                                | Cậu Đồng                  | Đề cử     |           |
| 2022 | Giải Mai Vàng                     | Nam diễn viên sân khấu                                | Alo! Lộ hàng              | Đề cử     |           |
| 2023 | Giải Mai Vàng                     | Nam diễn viên sân khấu                                | Giáng Hương               | Đề cử     | [ 12 ]    |
| 2024 | Liên Hoan Sân Khấu TP.HCM         | Huy chương vàng                                       | Giáng Hương               | Đoạt giải |           |

## Dẫn chương trình

### Chương trình video
| Tên chương trình                                                | Năm sản xuất | Đơn vị thực hiện          | Định dạng | Kết hợp cùng                                             |
| --------------------------------------------------------------- | ------------ | ------------------------- | --------- | -------------------------------------------------------- |
| Ca nhạc tạp kỹ thiếu nhi "Ca khúc em thích - Sa mạc mến thương" | 1995         | Hãng phim trẻ             | VHS       | Đội Sơn ca Nhà Thiếu nhi Quận 1, nhóm kịch Tuổi Ngọc,... |
| Ca nhạc thiếu nhi "Bé làm duyên"                                | 2000         | Trùng Dương Audio - Video | VHS, VCD  | Đội ca Nhà Thiếu nhi Thành phố Hồ Chí Minh               |
| Ca nhạc thiếu nhi “Bác đưa thư vui tính”                        | 2002         | Hãng phim trẻ             | VCD       | Xuân Nghi, Nguyệt Hằng, Đội ca Nhà Thiếu nhi Quận 5      |

### Truyền hình
- Rồng vàng (2004-2006) (HTV7)
- Talkshow: Kịch & Nghệ (2023)

## Quảng cáo
- Nước xả vải Comfort
- Yahoo Việt Nam (với Ngô Thanh Vân)